# Giovanni Antonio Farina

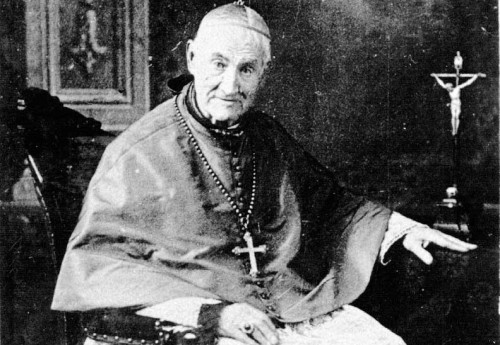
Giovanni Antonio Farina

Giovanni Antonio Farina (* 11. Januar 1803 in Gambellara, Italien; † 4. März 1888 in Vicenza) war ein italienischer Geistlicher und römisch-katholischer Bischof von Vicenza. Am 23. November 2014 wurde er heiliggesprochen.

## Leben
Als zweiter von fünf Brüdern wurde Giovanni Antonio am 11. Januar 1803 geboren, seine Eltern Pedro und Francisca Bellame sowie die gesamte Familie pflegten ein religiöses Leben. Als sein Vater verstarb, übernahm sein Onkel Pater Antonio die Fürsorge für den Knaben. Fortan wurde ihm sein Onkel zum Vorbild und sein Mentor. Im Alter von 15 Jahren trat Giovanni 1818 in das Priesterseminar von Vicenza ein und übernahm mit 21 Jahren die ersten Unterrichtsstunden.

### Priester und Lehrer
Am 15. Januar 1827 wurde er zum Priester geweiht und erhielt das Diplom zum Grundschullehrer. Seine pädagogischen Fähigkeiten führten dazu, dass er am Priesterseminar zum spirituellen Direktor berufen wurde, diese Tätigkeit übte er 18 Jahre lang aus. Es schloss sich danach eine Kaplanstelle an, später übernahm er das Rektorat einer weiterführenden Schule in Vicenza. 1831 gründete er eine Mädchenschule, deren Leitung 1836 von den, vom Bischof bestätigten und Luca Passi (1789–1866) gegründeten Schulschwestern der hl. Dorothea (Suore Maestre di Santa Dorotea) übernommen wurde. Ihm lag besonders daran blinden Mädchen und psychisch Kranken zu helfen, er organisierte die Pflege für Kranke und alte Menschen, sowohl in Krankenhäusern als auch zu Hause.

### Bischof
Am 25. Mai 1850 wurde Giovanni Antonio Farina zum Bischof von Treviso ernannt; Papst Pius IX. bestätigte die Wahl am 30. September desselben Jahres. Die Bischofsweihe spendete ihm der Bischof von Vicenza, Giovanni Giuseppe Cappellari, am 15. Januar des folgenden Jahres. Mitkonsekratoren waren der Bischof von Adria, Bernardo Antonino Squarcina OP, und der spätere Bischof von Padua, Federico Manfredini. Während seiner zehnjährigen Amtszeit leitete er viele pastorale Initiativen ein, förderte die Bildung der Priester und Laien und setzte sich für die Evangelisierung und die Katholische Aktion in Italien ein. Er weihte 1858 Giuseppe Melchiorre Sarto, den späteren Papst Pius X., zum Priester.
Am 18. Juni 1860 folgte die Ernennung zum Bischof von Vicenza, die der Papst am 28. September desselben Jahres bestätigte. Auch hier führte er seine pastoralen Initiativen fort, sorgte für die spirituelle und kulturelle Bildung der Priester, setzte Reformen im Priesterseminar durch und organisierte die Armenfürsorge. Schon bald wurde er „Bischof der Nächstenliebe“ genannt. 1869 hielt er eine Diözesansynode ab und besuchte auf Visitationsreisen jede Pfarrei seines Bistums. 1875 genehmigte Bischof Farina die Gründung der von Gaetana Sterni geleiteten Schwestern vom Göttlichen Willen.
Plötzlich, nach einer seit 1886 begonnenen Krankheit, verstarb er am 4. März 1888 an einem Schlaganfall.

## Selig- und Heiligsprechung
Am 4. November 2001 wurde er von Papst Johannes Paul II. seliggesprochen, sein Gedenktag wurde auf den 4. März festgelegt. Am 3. April 2014 verfügte Papst Franziskus im Rahmen des Heiligsprechungsverfahrens die Anerkennung eines Wunders, das seiner Fürsprache zugerechnet wird.
Papst Franziskus nahm die Heiligsprechung Farinas am Christkönigsfest, dem 23. November 2014, vor.